# Stephan Schultz
Pour les articles homonymes, voir Schultz.
Stephan Schultz (né le 23 mai 1972 à Erfurt en Allemagne) est un violoncelliste, chanteur et chef d'orchestre allemand. Il est également directeur artistique du Concert lorrain depuis 2006.

## Formation
Stephan Schultz commence le violoncelle à l’âge de 7 ans. Il étudie auprès de Anna Niebuhr, Jürnjakob Timm et Wolfgang Weber à la Hochschule für Musik und Theater de Leipzig dont il sort diplômé en 1996. En parallèle, il approfondit le violoncelle baroque avec Jaap ter Linden à l’Académie de musique ancienne de Dresde.

## Carrière
En 1995, il fonde avec d’autres musiciens l’Orchestre baroque de Leipzig (LBO) qu’il dirige pendant plusieurs années. Puis, en 1999, aux côtés de Peter Kooij, il crée l’ensemble « De Profundis ». Grâce au LBO ainsi qu’à d’autres ensembles baroques (Concerto Köln, La Stravaganza Köln, Il Gardellino, Il Fondamento et l’Orchestre baroque de l'Union européenne), Stephan Schultz a eu l’opportunité de jouer dans de prestigieuses salles telles que le Konzerthaus de Vienne (en soliste avec Harry van der Kamp et Alexander Weimann), le Musikverein de Vienne, le Concertgebouw d'Amsterdam, l’Auditorio Nacional de Madrid, le Théâtre des Champs-Élysées, la Berliner Philharmonie, et dans différents festivals de musique en France.
Stephan Schultz est également engagé dans la vie culturelle de la Grande Région et notamment à Sarrebruck au sein de diverses associations. En 2008, il prend la présidence de l’association "Vereinigung für Musik in der Ludwigskirche Saarbrücken e.V." où il organise une série de six concerts annuels à la Ludwigskirche de Sarrebruck . Il fonde ensuite l’association "MusikPodium Saar e.V." avec d’autres personnalités de la ville de Sarrebruck en 2014 tels que Georg Grün, Jörg Abbing, Jochen Hell et Christoph Hell, association dont il prend la présidence.
Le 7 avril 2016, Stephan Schultz, accompagné d'Anne-Catherine Bucher, joue pour le 18e Conseil des ministres franco-allemand, devant Angela Merkel et François Hollande à l’Arsenal de Metz.

### Le Concert lorrain
En 2004, Stephan Schultz rejoint Le Concert lorrain avant d’en prendre la codirection artistique aux côtés d'Anne-Catherine Bucher, en 2006.
Sous sa direction, le Concert Lorrain gagne les scènes européennes. L’originalité de sa programmation est remarquée et permet au Concert Lorrain d’être invité par des maisons de concert telles que la Philharmonie de Paris, le Château de Versailles, la Chapelle de la Trinité à Lyon, L’Alte Oper de Francfort. Stephan Schultz invite régulièrement des artistes reconnus sur certains des programmes du Concert Lorrain parmi lesquels Christoph Prégardien, Hans-Christoph Rademann, Pierre Cao, Daniel Reuss, Damien Guillon, Andreas Scholl, Joanne Lunn.
Stephan Schultz développe tout particulièrement les programmes en grande formation du Concert Lorrain : en 2014, il met en scène et dirige depuis la fosse son premier opéra, « Otto » de Telemann. En 2019, il s’empare de la Passion selon Brockes de Handel, oratorio avec chœur et orchestre qu’il dirige lors d’un enregistrement à Hambourg et d’une première tournée en Italie .
Stephan Schultz contribue de façon décisive à la politique discographique du Concert Lorrain avec notamment l’enregistrement live d’Israël en Egypte de Haendel (direction Roy Goodman/ Netherlands Kamerkoor/ Label Et’Cetera).
L’ensemble est également très engagé dans le domaine de l’éducation musicale. A ce titre, Stephan Schultz organise chaque année une Académie de Musique Baroque, à destination des jeunes professionnels et des amateurs de musique baroque. Il participe aussi aux « Rentrées en Musique » » de la Ville de Metz, en faisant découvrir le violoncelle baroque aux enfants issus des quartiers les plus défavorisés.
Stephan Schultz donne également de manière régulière des masterclass  en France et à l'étranger :
- 2003, 2004 : avec Peter Kooij, au Festival de Vantaa, en Finlande mais également au Japon notamment à l’occasion du Festival de Musique Ancienne
- 2004 : à Utrecht , aux Pays-Bas
- 2005, 2017 : au Conservatoire de Metz
- 2009 : à l’Ecole Britten à Périgueux
- 2011 : au Concertgebouw à Bruges
- 2017, 2019 : à la Hochschule für Musik Saar à Sarrebruck
- Depuis 2008, à l’Académie de Musique Baroque du Concert Lorrain à Metz

## Discographie
- Jean-Sébastien Bach, Motetten (1997), avec Thomanerchor Leipzig, label Philips
- Jean-Sébastien Bach, Kantate BWV 55, Concerto BWV 1044 (1998), label RAM
- Jean-Sébastien Bach, Musikalisches Opfer BWV 1079 (2000), avec Verein Thomaskirche
- Music of Baroque Prague (2003), avec Collegium Marianum et Jana Semeradova à la direction
- Henry Madin, Les Petits Motets (2007), avec Le Concert lorrain, label K617 (Harmonia Mundi), récompensé par un Diapason d'Or découverte 
- Jean-Sébastien Bach, Messe H-Moll BWV 232 (2007), avec Thomanerchor Leipzig, label Rondeau
- Jakub Jan Ryba, Czech Christmas Mass (2009) avec Magdalena Kožená, Capella Regia Musicalis, label Deutsche Grammophon
- Friedrich der Grosse, Musik aus Sanssouci (2011) avec Daniel Hope, Daniela Koch, Raphael Alpermann, label Deutsche Grammophon
- Thomas-Louis Bourgeois, Cantates (2012) avec Carolyn Sampson et Le Concert lorrain, label Carus 
- Georg Friedrich Haendel, Israël en Égypte (2014) avec Le Concert lorrain, Stephan Schultz à la direction et Nederlands Kamerkoor, label Et’Cetera 
- Jean-Sébastien Bach, Goldberg Variationen (2019), avec Le Concert lorrain, Stephan Schultz à la direction
- Georg Philipp Telemann, Tafelmusik (2020) avec Le Concert lorrain, label Deutsche Harmonia Mundi
- Georg Friedrich Haendel, Passion selon Brockes (2021), avec Le Concert lorrain, Stephan Schultz à la direction et Chœur de chambre néerlandais (en)